# Cystobasidiomycetes
Die Cystobasidiomycetes sind eine Klasse der Ständerpilze (Basidiomycota).

## Merkmale und Lebensweise
In den Zellwand-Kohlenhydraten fehlt Fucose als Bestandteil, der bei den übrigen Pucciniomycotina vorhanden ist. Alle Vertreter bilden Phragmobasidien und sind dimorph, bilden als zwei Lebensstadien aus: Das haploide Stadium wächst hefenförmig. Diese Kolonien sind pink-orange, nur bei Naohidea sind sie weiß. Bannoa und Erythrobasidium bilden keine Basidien, sondern Konidien. Diese beiden Gattungen besitzen auch ein besonderes, hydrogeniertes Koenzym Q10-System, und sie bilden innerhalb der Klasse eine eigene Klade.
In dieser Ordnung sind keine Teleomorphen bekannt. Die Anamorphe Cyrenella elegans besitzt speichenartig ausgebreitete Konidienarme. Ihr Hefenstadium ist orangefarben. Cyrenella wie auch Sakaguchia besiedeln Wasser-Standorte. Beide Gattungen bilden Teliosporen.
Etliche Vertreter sind Parasiten auf Pilzen.

## Systematik
Die Pucciniomycetes sind das Schwestertaxon einer Gruppe, die aus Microbotryomycetes, Mixiomycetes und Agaricostilbomycetes besteht.
Die Pucciniomycetes umfassen drei Ordnungen:
- Cystobasidiales: anamorphe und dimorphe Hefen
  - Cystobasidiaceae
    - Occultifer
    - Rhodotorula (Teil)
    - Cystobasidium
- Erythrobasidiales
  - Bannoa
  - Erythrobasidium
  - Rhodotorula (Teil)
  - Sporobolomyces (Teil)
- Naohideales
  - Naohidea

Keiner Ordnung zugeteilt:
- Cyrenella
- Sakaguchia besiedelt Meeresstandorte

Die Verwandtschaftsverhältnisse innerhalb der Klasse ist folgendem Kladogramm zu entnehmen:
|  | \| \| Erythrobasidiales \| \| \| \| \| \| Cystobasidiales \| \| \| \| |
|  |                                                                       |
|  | Naohideales                                                           |
|  |                                                                       |
|  | Erythrobasidiales                                                     |
|  |                                                                       |
|  | Cystobasidiales                                                       |
|  |                                                                       |

|  | Erythrobasidiales |
|  |                   |
|  | Cystobasidiales   |
|  |                   |

## Belege
- M.C. Aime et al.: An overview of the higher level classification of Pucciniomycotina based on combined analyses of nuclear large and small subunit rDNA sequences. Mycologia, Band 98, 2006, S. 896–905.
- Robert Bauer, Dominik Begerow, José Paulo Sampaio, Michael Weiß, Franz Oberwinkler: The simple-septate basidiomycetes: a synopsis. Mycological Progress, Band 5, 2006, S. 41–66, ISSN 1617-416X, doi:10.1007/s11557-006-0502-0.